# Blue Is the Colour
Blue Is the Colour é uma canção cantada por torcedores e é referida como o hino do Chelsea Football Club. A música foi realizada pelo próprio clube em 1972, logo antes de uma frustrada final de Copa da Liga Inglesa perdida para o Stoke City com o resultado de 2 a 1. O disco foi lançado pela produtora britânica Penny Farthing Records, alcançou a posição 5 nas paradas do Reino Unido e 8 na Irlanda no mês de março de 1972. Até atualmente é uma das músicas de torcida mais conhecidas do Reino Unido.
Jogadores que fizeram parte da realização da música foram:
- Tommy Baldwin
- Stewart Houston
- Charlie Cooke
- John Dempsey
- Ron Harris
- Marvin Hinton
- John Hollins
- Peter Houseman
- Alan Hudson
- Steve Kember
- Eddie McCreadie
- Paddy Mulligan
- Peter Osgood
- David Webb
- Chris Garland

## Outras versões
A canção foi tocada pelo cantor tcheco František Ringo Čech sob o título Zelená je tráva (Green Is The Grass) e se tornou um hino popular do futebol na antiga Checoslováquia.
Em 1972, a música também foi tocada pela Seleção australiana de Cricket visitando a Inglaterra como parte da turnê Ashes. Foi cantado por jogadores e gravado como "Here Come The Aussies". Também foi lançado em um disco e se tornou um sucesso na Austrália. 
Em 1978, a música foi regravada como "White Is The Color" pelo Vancouver Whitecaps e se tornou um sucesso local. A dupla de rock escocesa The Proclaimers regravou "White Is The Color" para a temporada de 2002 dos Whitecaps, e tocou ao vivo durante o intervalo de um jogo. Desde a mudança do clube para a Major League Soccer em 2011, tem sido a canção de entrada para todos os jogos em casa no BC Place.
A canção foi modificada para o dinamarquês por Flemming Anthony no título Rød-hvide farver ( cores vermelho e branco). A canção era a canção oficial do torcedor da Seleção Dinamarquesa de Futebol , quando eles participaram dos Jogos Olímpicos de Verão de 1972.
A canção foi traduzida para o finlandês por Vexi Salmi e usada antes do lançamento em todos os jogos caseiros do Helsingin Jalkapalloklubi, de Helsínquia. Foi gravado em 1973 pelo primeiro elenco da equipe. O título em finlandês é HOO-JII-KOO, mas é mais conhecido como 'Taas kansa täyttää', pois o primeiro verso começa com essas palavras. A tradução direta para o inglês seria 'Again Terraces Are Filled'.
Os torcedores do Montedio Yamagata, do time da J. League Division 1, também usam uma variante da música. 
Os apoiantes da equipa norueguesa Molde FK também usam uma variante de uma canção, onde o título ("Blått er vår farge") se traduz directamente como "Blue is the Colour". O resto do refrão é de alguma forma alterado, no entanto.
Uma versão adaptada chamada "Green is the Color" é a canção oficial de luta dos Saskatchewan Roughriders da Canadian Football League ( Futebol canadense, não futebol ). Isso não deve ser confundido com a canção do Pink Floyd " Green Is the Color ".
A canção foi usada como base para um registro de campanha usado pela bem-sucedida campanha do Partido Conservador nas eleições gerais de 1979 . A música usada era uma paródia da versão do Chelsea FC, com as palavras alteradas para:
"Blue is the Colour;"
"Maggie is her name;"
"we're all together" (...verse....)
chorus....
"Margaret Thatcher is her name!"